# Павлов Володимир Вікторович
Володимир Вікторович Павлов (нар. 20 березня 1973, Чернівці, УРСР) — український футболіст, захисник.

## Життєпис
Володимир Павлов - вихованець чернівецької ДЮСШ «Буковина». Грав на позиції захисника в командах «Буковина» (Чернівці), «Прогресул» (Бричани), «Галичина» (Дрогобич), «Схід» (Славутич), «Закарпаття» (Ужгород).
Захищав кольори «буковинців» в тому числі і в сезонах 1992/93 і 1993/94, коли цей клуб виступав у вищій лізі. Дебютував у вищій лізі України 14 березня 1993 року в матчі проти харківського «Металіста».
У зв'язку з невдалим сезоном 2000/01 років, в якому «Буковина» посіла останнє місце в першій лізі, Павлов, як і ряд інших гравців, покинув рідний клуб і завершив професіональну кар'єру гравця. Всього за чернівецьку команду зіграв 254 матчі.

## Досягнення
- Друга ліга чемпіонату України
  -  Чемпіон (1): 1999/00

## Статистика
| Змагання           | Матчі | Кількість забитих м'ячів |
| ------------------ | ----- | ------------------------ |
| Вища ліга України  | 43    | 0                        |
| Вища ліга Молдови  | 11    | 2                        |
| Кубок України      | 12    | 0                        |
| Перша ліша України | 185   | 4                        |
| Друга ліга України | 42    | 2                        |
| Кубок Другої ліги  | 6     | 1                        |
| Усього за кар'єру  | 299   | 9                        |